# Брашов
Брашов (ИФА изговор: //; лат. Brassovia, Corona) је велики град у Румунији. Он се налази у средишњем делу земље, у историјској покрајини Трансилванија, чије је најзначајније средиште после Клужа. Брашов је управно средиште истоименог округа Брашов.
Брашов се простире се на 186,91 km² и према последњем попису из 2021. године у граду је живело 237.589 становника. По броју становника је шести највећи град у Румунији.

## Географија
Град Брашов је град у самом центру данашње Румуније. Град се развио у југоисточном делу Трансилваније, на месту где се сабиру путеви са севера како би се на овом месту успели на Карпате и прешли преко превоја у јужније смештену Влашку. Градско језгро се управо налази на почетку овог кланца који води ка Влашкој и са обе стане је затворен брдима.

## Историја
Као време оснивања града узима се 1252. година, када је Тевтонски ред на том месту установио трговачку колонију Kronstadt (Brasso на мађарскоме). Саси су подигли цркве и куће у немачком стилу, који је очигледан и данас. За време комунизма град је био познат као Orasul Stalin.
Данас Прва румунска школа је румунски национални књижевни музеј у бугарском насељу Стари Брашов. Музеј има око 4.000 старих књига и више од 30.000 документа, углавном на црквенословенском.

## Срби у Брашову
Срба је у Брашову било током историје, али је мало трагова, па су те епизоде су вредне пажње. Први Срби досељеници у Брашову јављају се између 1462-1474. године. Године 1572. у град се вратио са школовања "из српске земље" Миха, син поп (будући парох исте цркве) Добре пароха брашовског. Поп Добра (парох је био 1541-1572) је био познати преписивач црквене књиге, са добрим знањем српског језика. Он је купио 1569. године два рукописна словенска (српска) молитвеника, које је повезао и са још једним својим додатком поклонио школи поред своје цркве. Србин, Исаија архимандрит, је у Брашову трпео насиље, од стране мађарског пуковника гроф Ладислава Чакија, у 2/2 17. века. Исаија је био монах са Свете Горе, и враћајући се из мисије у Русији, дошао је у Брашов, где су му отели пасош и затворили га. Он је затим био затворен заједно са грофом Ђорђем Бранковићем у Сибињу, али је касније пуштен.
Када су Румуни у Ердељу прешли у унију са католицима, народ је остао препуштен самом себи, без духовних вођа и свештеника. Срби су покушавали током 18. века да помогну (да их отргну од уније) мисионарећи међу њима. Деловао је у Брашову међу ердељским Румунима и владика Крушедолски, Никанор Мелентијевић 1735. године, пишући тамошњим православцима посланице. Други калуђер Висарион Србин из манастира Пакре, родом из Мајдана у Босни, мисионарио је по Ердељу од 1742. године. Радио је по налогу Патријарха Арсенија IV са намером да поврати ердељске Румуне од Уније. Кренуо је од места Липе, где је на једном брду подигао велики дрвени крст, и скупио силан народ да му проповеда. Његова проповед је имала велики ефекат на Румуне, који су почели да бојкотују унијатске свештенике. Улазио је међу унијате до Брашова. Као посланик на српском црквено-народном сабору 1744. године учествовао је као посланик поп Иродион "от Брашове". У Брашову је боравио и Дионисије Новаковић, каснији епископ будимски, којег је 1767. године заменио Димитрије Кириловић као православни епископ у Ердељу. Аустријски цар Јосиф II поставио је 1783. године за епископа ердељског још једног Србина, Гедеона Никитића, а за њим је следовао Герасим Адамовић такође Србин, од цара потврђен 1789. године. Румуни су се бунили што им је странац наметнут, али он је радећи у духу православља до смрти 1796. године деловао. Био је то последњи Србин епископ у Ердељу, од тада по царској милости постављани су Румуни (1810).
Пренумерант Стојковићеве угледне књиге био је 1802. године у Брашову "у Трансилванији", тамошњи Србин купец Аврам Дузић. Вујићеву књигу о француској граматици набавио је 1805. године један Србин у Брашову - Антоније Поповић купец. Другу Вујићеву књигу платио је 1807. године, да се штампа исти Поповић, за којег аутор наводи у посвети: "Господар Димитрије Поповић, Краљевске слободне вароши Новог Сада али и Брашова - знатни купац". Био је то његов мецена, "љубазни друг и пријатељ". Познанство са Поповићем, започело је са писмом послатим из Брашова августа 1805. године. Брашовски трговац му је великодушно нудио 50-100 ф. за објављивање било којег његовог дела.
Свештено-историјску књигу преведену на бугарски језик, од стране Анастаса Стојановића - Котељанина (из Казана) и Антонија Јовановића, набавили су 1825. године у Брашову претплатници: Стефан Хаџи Јовановић, Ангел Ангеловић, Стојко Хаџи Пенчовић, Анастас Јовановић Чукина, Панагиот Хаџи Христовић, Симеон Хаџи Јовановић, Јоаким Ивановић, Ангел Икономовић, Илија Теодоровић и Велизариј Стојановић.
Купац књиге о српском јунаку Милошу Обилићу, био је 1829. године Хаџи Јордан Хаџићену, велико-купац у "Кронштату" (Брашови). Милош Обреновић је 1830. године имао у Брашову "свог човека" (поверљиву особу) Пантелију Хаџи Стоила (Бугарина?). Српски летопис је 1834. године наручио у Брашову, Јован Славић тамошњи великокупац.
Окупили су се српски читаоци око једне филозофске књиге у "Прашову" (Брашову) "у Мађарској" 1844. године. Пренумерантски пункт су образовали умни људи, који су се ту сјатили са свих страна: Висарион Мишковић свршени богослов (из Баната), Јован Риђички од Скрибешће (из Банатског Колмоша), Димитрије Михајловић стихотворац (из Новог Сада), Милош Димитријевић, Димитрије Поповић (из Новог Сада), Атанасије Танасијевић, Ђорђе Мишковић, Димитрије Бибић, Петар Гронић, Стефан Сретковић, Јован Илић Србијанац и Светозар Ранковић. Српско-грчки приручник за учење језика узели су захваљујући скупљачу претплате Јовану Славнићу трговцу, повезани Срби и Грци из Брашова: поп Григорије Јован парох грчке православне цркве у Брашову, те трговци - Никола Јовановић, Јован Марковић (из Беча), Анастас Сафрану, Илија Русет, Тома Златко, Емануил Златко, Сотир Маичу, Емилијан Јовановић, Сотир Петровић, Јордан Ангеловић, Василије Парчов, Јован Раћи, Александар Моришеско, Василије Ордиган, Петар Јовановић, Димитрије Каракаши, Гаврил Карповић, Константин и Петар Јовановић.
Давидовићева књига о историји Срба стигла је и у "Брашово" код тамошњих српских читалаца 1846. године: скупљач претплате Васа Василијевић у Земуну, од "Високоблагодног господина" Георгија Арбутине ц и к мајора Окружног команданта границе, града и вароши Брашовске, и Јована Славнића трговца у Брашову.
Исте, 1846. године у Панчеву се бавио послом трговац из Брашова, који се јавља као пренумерант једне популарне књиге - Петар Г. Јанковић.
Године 1852. као претплатник једне српске књиге јавља се у Брашову, Николај Марко Недељковић тамошњи трговац. Исти се јавља те године као купац још једне Рашићеве српске књиге. Претплатник је и једне библијске историјске књиге из 1857. године у граду "Брашово".
Почетком 20. века у Брашову је било пописано 36 православних Срба.

## Становништво
| 1948.  | 1956.   | 1966.   | 1977.   | 1992.   | 2002.   | 2011.   | 2021.   |
| ------ | ------- | ------- | ------- | ------- | ------- | ------- | ------- |
| 82.984 | 123.834 | 163.345 | 256.475 | 323.736 | 284.596 | 253.200 | 237.589 |

Брашов је током историје био познат као важно упориште Немаца, који су вековима били претежно становништво града. Током 20. века десиле су се нагле промене у структури становништва у корист Румуна, тако да је град много другачији него пре.
Према попису из 2021. на територији града Брашова живело је 237.589 становника што је мање за 15.611 (-6,17%) у односу на претходни попис из 2011. на ком је било 253.200 становника.
По последњем попису становништва из 2021. године, већинско становништво чинили су Румуни (79,49%), док се од мањина издвајају Мађари (4,61%), Немци (0,34%) и Роми (0,18%).
| Етнички састав према попису из 2021.‍ | Етнички састав према попису из 2021.‍ | Етнички састав према попису из 2021.‍ | Етнички састав према попису из 2021.‍ | Етнички састав према попису из 2021.‍ |
| ------------------------------------ | ------------------------------------ | ------------------------------------ | ------------------------------------ | ------------------------------------ |
|                                      |                                      |                                      |                                      |                                      |
| Румуни                               | Румуни                               |                                      | 188.862                              | 79,49%                               |
| Мађари                               | Мађари                               |                                      | 10.942                               | 4,61%                                |
| Немци                                | Немци                                |                                      | 813                                  | 0,34%                                |
| Роми                                 | Роми                                 |                                      | 423                                  | 0,18%                                |
| Италијани                            | Италијани                            |                                      | 93                                   | 0,04%                                |
| Липовани                             | Липовани                             |                                      | 78                                   | 0,03%                                |
| Украјинци                            | Украјинци                            |                                      | 67                                   | 0,03%                                |
| Јевреји                              | Јевреји                              |                                      | 64                                   | 0,03%                                |
| Грци                                 | Грци                                 |                                      | 61                                   | 0,03%                                |
| Турци                                | Турци                                |                                      | 40                                   | 0,02%                                |
| Остали                               | Остали                               |                                      | 603                                  | 0,25%                                |
| Непознато                            | Непознато                            |                                      | 35.543                               | 14,96%                               |

Град Брашов обухвата, поред самог Брашова, и насеље Појана Брашов.

## Знаменитости
Брашов је данас културно, образовно и привредно средиште јужне половине Трансилваније. Град је и важно туристичко одредиште захваљујући добро очуваном и веома вредном старом језгру са бројним црквама, трговима, палатама и парковима. У околини града се налазе најбоља румунска зимска излетишта и комплекси, који се често комбинују са туристичким садржајима града.
У Брашову се сваке године одржава највећи музички фестивал у Румунији, Cerbul de Aur.

### Црна црква
Највећа знаменитост Брашова је свакако протестантска Црна црква (рум. Biserica Neagră), која је највећа готска црква између Цариграда и Беча и служи литургији немачких лутерана који тамо живе. Изграђена је између 1383. и 1480. а име је добила по пожару који је избио 1689. године, у коме је нагорела и добила данашњу боју. Наводно овај податак о пожару је неистинит пошто је Црна црква потамнела од загађења, током индустријализације Брашова у 19. и 20. веку, што потврђују и сами документи о Брашову.

## Партнерски градови
- Линц
- Тампере
- Тур
- Ђер
- Ришон Лецион
- Холстебро
- Мусашино
- Гент
- Лидс
- Минск
- Трикала
- Венарија Реале
- Кливленд
- Ербил

## Галерија
- Брашов зими
- Брашов ноћу
- Главна пешачка улица Брашова - Мурешка улица
- Протестанска катедрала, позната као „Црна Црква"
- Црна црква
- Брашов - нови део града
- Хунтерова школа као типска градска палата
- Брашов - православна црква св. Николе
- Православна црква Успења Пресвете Богородице
- Блокови из Астре
- Железничка станица (изграђена 1962. године)
- Стари центар, "Ливада Поштеи" аутобуска станица (1994. године)